# Molejo Club
Molejo Club é o décimo terceiro álbum de estúdio do grupo de pagode Molejo. Lançado em 25 de novembro de 2016, é o primeiro álbum de inéditas em estúdio após após seis anos, o último foi Voltei em 2010, e dois anos após o CD e DVD Molejo 25 anos – #obaileesemparar (ao vivo), de 2014.
Além do pagode irreverente, que é marca do grupo, o álbum de 16 faixas também traz os ritmos arrocha e "pagode ostentação". O álbum tem 16 faixas e 15 músicas inéditas, já que a canção "Desculpe por Tudo" foi gravada em duas versões, pagode e arrocha. O primeiro single escolhido foi "Fofoca é lixo". O videoclip foi disponibilizado no YouTube em 24 de janeiro de 2017.
O disco foi bem recebido pela crítica. Carol Prado destaca que o álbum "mantém o espírito zoeiro da banda". A resenha do UOL Entretenimento ressalta que "o álbum é bem-humorado, alto-astral e mantém o DNA 'zoeiro' do grupo".

## Faixas
| N.º            | Título                               | Compositor(es)                                         | Duração |  |
| 1.             | "Tudim"                              | Kayo Cesar, Tico do Salgueiro                          | 3:10    |  |
| 2.             | "Fofoca é Lixo"                      | Fernando Resende, Jhonatan Alexandre, Mozart do Cavaco | 2:59    |  |
| 3.             | "Meu Sonho"                          | Bob Estrela                                            | 3:18    |  |
| 4.             | "Nega do Vidigal"                    | Anderson Leonardo, Leozinho Bradock                    | 2:33    |  |
| 5.             | "Quintal da Nega"                    | Leandro Fab, Mug                                       | 3:38    |  |
| 6.             | "Pra Batucar"                        | Leandro Lehart                                         | 3:12    |  |
| 7.             | "Orgulho da Favela"                  | Carlos Caetano, Saulinho, Thiago Moraes                | 3:18    |  |
| 8.             | "Mulher Bipolar"                     | Gabriel Cantini                                        | 2:38    |  |
| 9.             | "Atchubiou"                          | Anderson Leonardo, Lúcio Nascimento, Éverton César     | 2:32    |  |
| 10.            | "Um Não Quer Dois Não Briga"         | Xande de Pilares, Gilson Bernine                       | 3:08    |  |
| 11.            | "Hipnotiza"                          | Heron, Kaleo, Nego Thor                                | 2:44    |  |
| 12.            | "Louco pra Pegar"                    | Emiliah, Éverton César                                 | 2:59    |  |
| 13.            | "Incendiou"                          | Nico Andrade                                           | 2:26    |  |
| 14.            | "O Bagulho Virou"                    | Carlos Caetano, Thiago Moraes                          | 3:27    |  |
| 15.            | "Desculpe por Tudo"                  | Miltinho Edilberto, Vicente Gomes                      | 2:22    |  |
| 16.            | "Desculpe por Tudo (Versão Arrocha)" | Miltinho Edilberto, Vicente Gomes                      | 2:29    |  |
| Duração total: | Duração total:                       | Duração total:                                         | 46:53   |  |